# Emma av Blois
Emma av Blois, född 950, död 1003, var en hertiginna av Akvitanien; gift med hertig Vilhelm IV av Akvitanien.
Hon var regent som förmyndare för sin son hertig Vilhelm V av Akvitanien mellan 996 och 1003. 